# Pankrti
Pankrti su slovenska punk grupa iz Ljubljane. Osnovani su 1977. godine, a s radom su prestali 1987. godine. Znani po angažiranim i politički provokativnim stihovima, bili su jedna od prvih punk grupa u istočnoj Europi i jedna od najutjecajnijih grupa jugoslavenskog novog vala.  

## Povijest

### Počeci i prvi nastupi (1977.)
"Pankrti" su nastali u rujnu 1977. godine u ljubljanskom predgrađu Kodeljevo, kad su dvojica prijatelja Peter Lovšin i Gregor Tomc odlučili osnovati punk grupu. Prvu su postavu uz Lovšina i Tomca, činili basista Jure Kraševec, gitarista Mitja Prijatelj, bubnjar Slavc Colnarič i gitarist Bogo Pretnar.  Kraševec i Pretnar uskoro su otišli, a zamijenili su ih Boris Kramberger i Dušan Žiberna. Počeli su vježbati u podrumu glazbene škole, a prvi nastup održali 18.10.1977. godine u ljubljanskoj gimnaziji "Moste", gdje je povodom dvadesete godišnjice prvog koncerta "Pankrta" postavljena spomen-ploča. U prosincu 1977. godine "Pankrti" u prvom nastupu izvan Slovenije nastupaju u Zagrebu na otvorenju izložbe strip crtača Mirka Ilića gdje su održali nezaboravan koncert, kasnije nazvan "službenim početkom novog vala u Jugoslaviji".

### Prvi singl, album Dolgcajt (1978. – 1980.)
Prvi singl s pjesmama "Lepi in prazni" i "Lublana je bulana" objavili su 1978. godine, dok su pjesme "Anarhist", "Tovar'ši jest vam ne verjamem" i "Lublana je bulana" uvrštene na kompilaciju "Novi punk val 78-80". Debi album Dolgcajt (slovenski Dosada) snimaju 1980. godine u Ljubljani. U dokumentarnom filmu "LP film Pankrti - Dolgcajt" snimljenom 2006. godine jedan od sudionika kaže: Krajem '70-ih Ljubljana je bila ekstremno mrtav grad, prazna i siva, a vikendi su bili najgori. "Dolgcajt" je bio prikaz tinejdžerskog odrastanja koje je bilo dosadno. Pjesma Lublana je bulana i parodija na socijalistički život Lepi in prazni spadaju među najveće slovenske punk hitove. Osjeća se upliv Sex Pistolsa i Clasha te nešto malo i Rolling Stonesa.
Objavljen 8. veljače 1980. Dolgcajt je jedan od najznačajnijih albuma u povijesti slovenskog rocka i u ondašnjoj Jugoslaviji. Energična punk svirka i angažirani tekstovi kakve publika dotada nije imala prilike čuti, donijeli su "Pankrtima" prestižnu nagradu "Sedam sekretara SKOJ-a", koju je dodjeljivao Savez socijalističke omladine Hrvatske. U Velikoj Britaniji povoljne recenzije objavljuju vodeći glazbeni magazini New Musical Express i Melody Maker. Kritizirao ih je Dimitrij Rupel napisavši da njihovi nastupi vrijeđaju građansku uljuđenost i pozvao na "ignoriranje" punk glazbe. U travnju 1980. godine Lovšin odlazi u na služenje vojnog roka, te Pankrti privremeno prestaju s radom.

### Pankrti nakon Dolgcajta (1981. – 1987.)
Po Lovšinovom povratku 1981. godine snimaju maksi singl "Namesto tebe" s četiri pjesme. Drugi album "Državni ljubimci" snimaju 1982. godine nastavljajući oštru borbu protiv jednoumlja. Nakon koncertnog albuma "Svoboda 82" snimljenog na koncertu u Šentvidu, 1984. godine snimaju treći studijski album nazvan "Rdeči album" na kojem veliki hit postaje obrada talijanske komunističke pjesme Bandiera Rossa. Osim odličnih kritika, album je zabilježio i dobar komercijalni rezultat, te postao najprodavaniji rad "Pankrta".
Objavili su još manje zapažen album "Pesmi sprave" 1985. godine, a dvije godine kasnije albumom "Sexpok" proslavili su deset godina postojanja i prestali s radom. Na pitanje o razlozima razlaza Lovšin je rekao Previše muzike za premalo novca. Posljednji koncert pod nazivom "Zadnji pogo" održali su 10.12. 1987. u ljubljanskoj Hali Tivoli. Godine 2007. povodom obilježavanja trideset godina rada "Pankrti" su se opet okupili i održali kraću turneju po državama bivše Jugoslavije.

## Zabrana skupine
Pankrti su bili zabranjeni zbog njihove pjesme čiji je naslov bio „Ne računajte na nas" koja je bila odgovor na hit Đorđa Balaševića "Računajte na nas", kojom se je zakleo na vjernost omladine Titu i partiji.

## Članovi
- Peter Lovšin
- Gregor Tomc
- Bogo Pretnar
- Dušan Žiberna
- Marc Kavaš
- Boris Kramberger
- Slavc Colnarič

## Diskografija
- Lepi in prazni/Lublana je bulana (1978., ŠKUC)
- Dolgcajt (1980., RTV Ljubljana)
- Novi punk val (1981.)
- Namesto tebe (1981., RTV Ljubljana)
- Državni ljubimci (1982., RTV Ljubljana)
- Svoboda '82 (1982., RTV Ljubljana)
- Rdeči album (1984., RTV Ljubljana)
- Pesmi sprave (1985., RTV Ljubljana)
- Slovan (1985., Slovan)
- Sexpok (1987., RTV Ljubljana)

## Vanjske poveznice
- Punk je bil prej: 25 let punka pod Slovenci Ur.: Peter Lovšin, Peter Mlakar in Igor Vidmar (Cankarjeva založba in ROPOT, Ljubljana, 2002)
- Nataša Jontez i Irena Meža: Strategije (pre)živetja mladih priseljencev  Arhivirana inačica izvorne stranice od 14. rujna 2014. (Wayback Machine)